# 김모세
김모세(1998년 11월 30일~)는 대한민국의 사격 선수로 주 종목은 권총이다. 2020년 하계 올림픽에 대한민국 국가대표로 참가했다.

## 경력
충청남도 천안시 출신이다. 서울신목초등학교 재학 시절 진종오의 경기를 보고 사격에 흥미를 가졌으며, 총기 서바이벌 게임을 즐겼다.
2018년 3월 말레이시아 쿠알라룸푸르에서 열린 2018년 세계 대학 선수권 대회를 동해 처음으로 국제 대회에 출전했다. 10m 공기권총 개인전에서는 31위를 기록했고 최보람과 배재범과 함께 참가한 단체전에서는 인도네시아와 러시아팀의 뒤를 이어 동메달을 획득했다. 
이듬해인 2019년 3월에 중화민국 타오위안에서 열린 아시아 공기총 사격 선수권 대회에 대한민국 국가대표로 참가하여 10m 공기권총에서 금메달을 획득했고, 황성은과 함께 출전한 10m 공기권총 혼성전에서 은메달을 획득했다.
2021년 2월에 대한민국 국군의 체육부대인 국군체육부대에 입대했으며, 같은 해 4월 2020년 하계 올림픽 국가대표 선발전 10m 공기권총 부문에서 진종오를 누르고 1위를 차지하며 올림픽 참가를 확정했다. 공기권총 남자 10m에서 8위, 공기권총 10m 혼성 단체전에서 11위를 기록하였다.
2022년 11월 전역하면서 국군체육부대에서 퇴단했으며, KB국민은행 사격단에 입단했다. 2023년 2월에는 인도네시아 자카르타에서 열린 월드컵에 참가했다. 이 대회 10m 공기권총 단체전에서 한승우와 김청용과 함께 튀르키예와 카자흐스탄팀의 뒤를 이어 동메달을 획득했고 오민경과 함께 출전한 10m 공기권총 혼성 단체전에서 인도네시아팀의 뒤를 이어 은메달을 획득했다. 3월에는 자카르타에서 열린 공기총 아시안컵에 참가하여 10m 공기권총 개인전에서 대표팀 동료인 임호진의 뒤를 이어 은메달을 획득했다.